# Ignacio Fernández Rouyet
Ignacio Matías Fernández Rouyet (Buenos Aires, 22 ottobre 1978) è un allenatore di rugby a 15 ed ex rugbista a 15 argentino con cittadinanza italiana, in carriera di ruolo pilone internazionale per l'Italia.

## Biografia
Proveniente dal Lomas AC (club polisportivo di Lomas de Zamora, provincia di Buenos Aires), Rouyet giunse in Italia nel 2003 ingaggiato dal Leonessa di Brescia; l'anno dopo militò nell'Aquila e, dal 2005, milita nel Viadana, formazione con la quale nel 2007 vinse sia la Coppa Italia che la Supercoppa nazionale.
Divenuto idoneo a vestire la maglia azzurra per l'I.R.B. dopo 3 anni di militanza nel campionato italiano, Rouyet esordì in Nazionale nel corso del tour estivo 2008 agli ordini del C.T. Nick Mallett, disputando entrambi i test match previsti, contro il Sudafrica e Argentina.
Nel gennaio 2009 fu inserito tra i convocati per il Sei Nazioni, senza tuttavia mai venire impiegato; ha disputato i test match autunnali 2009 contro Nuova Zelanda, Sudafrica e Samoa.
Nell'estate 2009 firma un contratto con la Benetton Treviso che lo legherà al club fino alla fine della stagione 2013-2014.
Nella stagione 2014-15 milita nel Rugby Mogliano in Eccellenza.

## Palmarès
- Campionati italiani: 1
Benetton Treviso: 2009-10
- Coppe Italia: 2
Viadana: 2006-07
Benetton Treviso: 2009-10
- Supercoppe d'Italia: 2
Viadana: 2007
Benetton Treviso: 2009